# Марссен
Марссен (нід. Maarssen, нід. вимова: [ˈmaːrsə(n)] ( прослухати)) — місто в нідерландській провінції Утрехт. Було центром однойменного муніципалітету до 1 січня 2011 року, коли увійшло до складу новоствореного муніципалітету Стіхтсе-Вехт.
Його площа становить 30,86 км², а населення станом на 2007 рік складало 39363 осіб.